# Ryūteki
Il ryūteki (竜笛?) è uno dei flauti traversi (famiglia di strumenti definita genericamente fue o yokobue in giapponese) impiegati nell'orchestra del gagaku. Questo flauto è tipico del repertorio tōgaku.

## Bibliografia

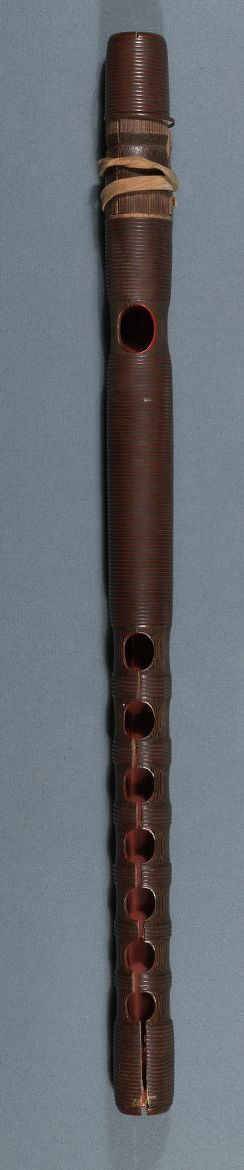
Un ryūteki tradizionale.